# 小行星3453
小行星3453（3453 Dostoevsky）是一颗绕太阳运转的小行星，为主小行星带小行星。该小行星于1981年9月27日发现。

## 轨道参数
小行星3453的轨道半长轴为2.3870151 UA，离心率为0.085。